# Бакова, Анка
Ани Стоянова «Анка» Бакова (болг. Ани Стоянова «Анка» Бакова; род. 22 февраля 1957, Перуштица, Пловдивская область) — болгарская гребчиха, выступавшая за сборную Болгарии по академической гребле в конце 1970-х — начале 1980-х годов. Бронзовая призёрка летних Олимпийских игр в Москве, чемпионка мира, победительница и призёрка регат национального значения.

## Биография
Анка Бакова родилась 22 февраля 1957 года в городе Перуштица Пловдивской области, Болгария.
Первого серьёзного успеха на взрослом международном уровне добилась в сезоне 1977 года, когда вошла в основной состав болгарской национальной сборной и побывала на чемпионате мира в Амстердаме, откуда привезла награду бронзового достоинства, выигранную в зачёте парных рулевых четвёрок — в финале пропустила вперёд только команды из Восточной Германии и Румынии.
В 1978 году на мировом первенстве в Карапиро одержала победу в парных четвёрках с рулевой.
На чемпионате мира 1979 года Бледе в той же дисциплине стала серебряной призёркой, уступив на финише титулованным восточногерманским спортсменкам.
Благодаря череде удачных выступлений удостоилась права защищать честь страны на летних Олимпийских играх 1980 года в Москве — в составе парного четырёхместного экипажа, куда также вошли гребчихи с Марияна Сербезова, Долорес Накова, Румеляна Бончева и рулевая Анка Георгиева, в решающем финальном заезде пришла к финишу третьей позади экипажей из ГДР и СССР — тем самым завоевала бронзовую олимпийскую медаль.
После московской Олимпиады Бакова ещё в течение некоторого времени оставалась в составе гребной команды Болгарии и продолжала принимать участие в крупнейших международных регатах. Так, в 1981 году она выступила на мировом первенстве в Мюнхене, где в паре с Искрой Велиновой получила бронзу в программе парных двоек — здесь её вновь обошли экипажи из СССР и ГДР. Вскоре по окончании этих соревнований приняла решение завершить спортивную карьеру.